# Libertad, amor mío
Libertad, amor mío es una película italiana dirigida en 1973 por Mauro Bolognini
Mauro Bolognini ha ambientado esta historia en la época del fascismo, con una reconstrucción ambiental muy cuidada. Todos los momentos y situaciones dramáticas vividos por Matteo Zannoni y Libera Valente, están acompañadas por la evocación histórica. Mediante numerosos insertos procedentes de documentales, que tratan de acontecimientos de la época fascista, consigue que sus vidas personales tengan un sabor ideológico y político.

## Sinopsis
La familia de Matteo Zannoni y Libera Valente no soportan el fascismo. Se comportan como nómadas, cambiando de ciudad en ciudad. En una ocasión se establecen en Módena, donde las ideas de Libera le traen constantes problemas. Ella tiene una ideología contraria a la del comisario político Franco Testa, y ambos tropiezan constantemente. Libera Valente pasa momentos terribles: la resistencia está llena de episodios delictivos. Cuando acaba la guerra, Testa aún sigue obstinado con sus ideas y no deja en paz a Libera. Las protestas de Libera no sirven de nada. Al final, Libera muere por el disparo de un asesino fascista.